# 프로부스 (황제)
마르쿠스 아우렐리우스 프로부스 아우구스투스(라틴어: Marcus Aurelius Probus Augustus, 232년 8월 19일경 ~ 282년 9월 또는 10월)는 로마 제국의 41대 황제이다. 276년부터 282년까지 재위하였다. 프로부스는 상당히 능력있는 장군이었고, 행정관으로서의 자질도 갖추고 있었다. 그는 6년간 로마 제국을 통치하며, 야만족들의 침략을 성공적으로 막아내는 등 제국의 안정을 꾀하고 전체적으로 번영의 시기를 이루어냈다.
야만족들의 침략을 막아낸 후에, 프로부스는 몇몇 반란군들을 마주하게 되는데, 그는 반란군들을 정복한 후, 그들에게 자비와 관용을 보여주며 최대한 사람들을 포용하려 하였다. 그는 원로원의 권위도 존중하는 한편, 군사적인 수단들을 사용하여 황권을 강화하는 등 동시에 여러 정책을 펼쳐 정치적인 안정을 이루고자 하였다. 프로부스는 게르만족들을 물리친 후, 라인강과 다뉴브강 사이에 있던 하드리아누스 황제의 방벽을 다시 재건함으로써 사람들을 다시 국경지대로 이주시키려 하였고, 제국의 방비를 튼튼히 하였으며 주들을 방비하기 위해 노력을 기울였다. 이로 인해 그의 정치적, 군사적 명망은 크게 높아졌으나, 그는 페르시아와의 전쟁을 준비하는 도중 그의 후임자인 카루스에 의해 암살당하고 만다.

## 어린 시절
프로부스가 언제 태어났는지에 대해서는 아직까지 밝혀지지 않았다. 다만 역사학자들은 그가 230년과 235년 사이에 판노니아 지방의 시르미움에서 달마티우스라는 사람의 아들로 태어난 것으로 추정한다. 다만 로마의 역사책 알렉산드리아 연대기에 따르면, 그가 232년에 태어났다고도 한다.

## 군대 생활
프로부스는 250년 즈음, 그가 성년에 도달했을 나이에 군대에 입대하였다. 그는 뛰어난 능력을 발휘, 군대 내에서 승진을 거듭하며 승승장구하였으며, 이같은 성과를 눈여겨본 발레리아누스 황제에 의하여 매우 어린 나이에 부대의 지휘관으로 임명되었다. 그는 황제의 기대를 배신하지 않고, 일리리아 지방의 국경선에서 국경을 넘어 쳐들어오는 사르마티아인들을 족족 무찌르며 이에 보답하였다. 이 지방에는 그 외에도 클라우디우스 고티쿠스, 아우렐리아누스와 같은 군인들이 있었는데, 이와 같이 유능한 사령관들이 있었던 일리리아 속주는, 발레리아누스 황제의 혼란스러운 통치 기간 내내 야만족들로 인한 피해를 크게 입지 않은 거의 유일한 속주였다.
얼마 지나지 않아 프로부스는 아우렐리아누스의 최측근들 중 한명으로 올라가게 되었고, 273년에 이집트와 팔미라 제국을 치는 데 큰 성과를 올리는 등 크게 활약하였다. 이후 아우렐리아누스 황제가 암살당하고, 그의 뒤를 이어 타키투스 황제가 즉위하자 프로부스는 동방 최고 사령관으로 임명되어, 동쪽에 있는 대부분의 군단병들을 통솔할 수 있는 권한을 부여받게 되었고, 그는 뛰어난 능력으로 제국의 동쪽 국경을 지켜냈다. 그의 동방 사령관으로서의 업적은 자세히 남아있지는 않으나, 전해져 내려오는 기록에 의하면 그는 출전하는 대부분의 전투마다 승리를 거머쥐었으며 그가 276년에 병사들에 의해 황제로 추대되기 전까지 소아시아 지방에서 군대를 엄격히 통솔하며 지냈다고 한다.

## 황제 즉위
276년 7월에 타키투스 황제가 판노니아에서 세상을 떠나자, 소아시아의 병사들은 그들 사이에서 신망이 높던 프로부스를 새 황제로 추대하였다. 한편 로마의 원로원은 타키투스의 이부동생이었던 플로리아누스를 황제로 인정했고, 플로리아누스는 프로부스를 진압하고 황권을 공고히 하기 위해 서아시아 지방으로 쳐들어왔다. 하지만 프로부스의 계략과 전술로 인해 사기를 잃어버린 플로리아누스의 군대는 반란을 일으켜 플로리아누스를 살해했고, 이로 인해 프로부스는 제국의 유일한 황제로 떠오르게 된다. 이후 원로원을 제대로 대접하지 않았던 플로리아누스와 달리, 프로부스는 원로원에 예의를 갖춘 서한을 보내 자신을 인정해줄 것을 부탁했고, 플로리아누스의 죽음 이후 불안에 시달리고 있던 원로원은 이에 크게 기뻐하며 곧바로 그를 새로운 황제로 인정하였다.
원로원과 군대의 지지를 등에 업은 프로부스는 이에 힘입어 제국의 서쪽 국경, 즉 갈리아 지방의 혼란을 종식시키러 원정을 떠난다. 당시 갈리아 지방에서는 알레만니 족, 프랑크 족 등이 약탈을 일삼고 있었고, 이로 인해 민심이 크게 흉흉한 상태였다. 그와 그의 장군들은 갈리아 지방에서 활개를 치던 게르만 족들을 대부분 잡아 죽였고, 이로 인해 약 40만 명에 달하는 게르만 약탈자들이 목숨을 잃었다고 한다. 이와 같은 큰 성과로 인해, 원로원에서는 프로부스에게 Gothicus Maximus, Germanicus Maximus 등의 칭호를 내려 치하하였다.
갈리아 지방을 평정하여 안정을 되돌려 놓은 프로부스는, 아예 라인 강을 건너 게르만 족의 본거지를 직접 공격하기로 결심한다. 이 때 프로부스는 라인 강과 다뉴브 강 사이에 있던, 상대적으로 방비가 취약했던 공간들을 다시 대대적으로 정비하였으며, 거의 무너져가던 하드리아누스의 방벽을 다시 쌓아 방어력을 공고히 하였다. 또한 프로부스는 야만 부족들을 정착시킨 후 그들 가운데에서 인력을 차출하여 그들을 로마 제국의 국경을 지키는 보조 조직으로 삼았고, 이와 같은 방법은 국경 지대를 안정시키는 데에 큰 효과를 내었다. 당시 이 지방은 무거운 세금, 지속적인 야만족들의 침략, 전쟁 등으로 인해 인구가 크게 줄어있었는데, 이와 같은 방법으로 인하여 지역이 안정을 되찾을 최소한의 시간을 벌었을 뿐더러 농사를 다시 시작할 수 있게 하는 계기가 되어주었다.
아우렐리아누스 황제가 정비했던 군대의 기강은 프로부스 황제 때에 들어 더더욱 확고해진다. 프로부스는 잔인한 성품이 아니었고, 피를 보는 것을 좋아하는 성격이 아니었다. 그는 군대를 단순한 무력 조직이 아니라, 사람들의 생활에 실질적으로 도움이 되는 조직으로 보내고자 한다. 그의 군대 운용 원칙은 바로 군인들을 게으르게 놔두지 않는 것이었고, 평화로운 기간에는 군인들을 갈리아 지방의 포도원을 가꾸고 기반 시설들을 보수하는 등 황폐해진 갈리아 지방을 복구하는 데에 크게 기여하도록 하였다.
프로부스는 279년과 289년 사이에 라에키아와 리키아와 일리리쿰 지방에서 반달 족을 상대로 전투를 벌여 그들을 물리쳤으며, 같은 해에 프로부스 휘하의 장군들이 이집트 지방을 침범한 외적들을 물리쳤고, 그와 동시에 교량들을 다시 세우고 운하들을 재건하는 등 제국의 대표적 곡창지대였던 이집트의 농업 생산력을 다시 복구하는데에 큰 힘을 쏟았다. 280년과 281년에는 율리우스 사투르니누스, 프로쿨루스, 보노수스 등이 일으킨 반란들을 제압하였다. 이 반란의 동기는 불분명하나, 그저 지엽적인 문제는 아니었던 것으로 보인다. 이후 그는 지역 유력자의 도움을 받아 브리튼 지방에서 일어난 반란을 진압하는 등 제국의 통치를 안정시켰다. 이후 이 유력자는 282년에 집정관으로 임명되었다. 281년 겨울, 프로부스는 제국 내의 반란들을 진압한 공적을 인정받아 로마에서의 성대한 개선식을 치렀다.
이후 로마로 돌아온 프로부스는 제국의 동방 지역을 정복하고 싶어했고, 282년에 로마를 떠나 그가 태어난 도시인 시르미움으로 향했다.

## 암살
프로부스의 죽음에 대해서는 다양한 기록들이 서로 상충한다. 비잔티움 제국의 역사가 요하네스 조하라스의 말에 따르면 당시의 근위대장이었던 마르쿠스 아우렐리우스 카루스가 병사들에 의해 새로운 황제로 추대되었다.
프로부스는 이를 진압하기 위해 병사들을 보냈으나, 이때쯤에는 이미 대부분의 병사들이 이미 그에게서 등을 돌린 상태였고, 결국 그는 휘하의 병사들에 의해 282년 9월에 살해당하고 만다. 다만 다른 기록에 의하면, 프로부스는 시르미움에 도착하여 배수로 공사 등 병사들에게 지속적인 토목 공사를 요구했고 이에 병사들이 점차 불만을 품기 시작했다고 한다. 이후 프로부스가 상비군의 필요성에 대해 의문을 가지는 모습을 우연히 목격한 병사들에 의해 이 불만은 마침내 폭발하게 되고 그를 죽이게 되었다는 것이다. 이후 황위에 오른 카루스는 반란을 진압하고 프로부스를 살해한 병사들을 처벌하였다.

## 평가
프로부스는 원로원을 예우를 갖추어 대해준 거의 마지막 황제로 보아도 무방하다. 그의 후임이었던 카루스는 황제 자리를 인정받기 위해 원로원에 허락을 구하는 행위 자체를 경멸하였으며, 그의 뒤를 이은 디오클레티아누스는 아예 원로원의 권위를 낮추고 황권을 크게 강화시키기 위해 노력하는 등, 강력한 1인 독재 체제를 만들기 위해 노력하였다. 디오클레티아누스 이후 원로원은 다시는 제국의 중대사에 큰 영향을 미치는 존재로 전락해버리고 말았다. 군사적인 측면으로는, 프로부스 황제는 고티쿠스 황제 이후 계속되어 온 일리리아 지방 출신의 군인 황제들을 계승하였으며, 3세기 군인 황제 시기 동안 크게 약화되었던 로마 제국의 군사적 우위를 다시금 회복해 놓았다는 업적이 있다. 